# Аркуль (деревня)
Аркуль — деревня в Кильмезском районе Кировской области в составе Селинского сельского поселения.

## География
Расположен на расстоянии примерно 16 км по прямой на запад от райцентра посёлка Кильмезь на левом берегу реки Кильмезь.

## История
Известна с 1747 года как починок, в 1766 здесь 67 жителей. В 1873 году здесь (деревня Аркуль) дворов 36 и жителей 304, в 1905 — 65 и 379, в 1926 — 89 и 433, в 1950 — 58 и 219, в 1989 — 47 жителей.

## Население
Постоянное население составляло 31 человек (русские 97 %) в 2002 году, 15 — в 2010.